# Ischnocoelia exigua
Ischnocoelia exigua är en stekelart som beskrevs av Borsato 2003. Ischnocoelia exigua ingår i släktet Ischnocoelia och familjen Eumenidae. Inga underarter finns listade i Catalogue of Life.